# Guettarda divaricata
Guettarda divaricata là một loài thực vật có hoa trong họ Thiến thảo. Loài này được (Humb. & Bonpl. ex Schult.) Standl. mô tả khoa học đầu tiên năm 1931.